# Грейпфрут
Грейпфру́т, помпельмус гроздевидный (лат. Cītrus paradīsi) — субтропическое вечнозелёное дерево, важная плодовая культура; вид рода Цитрус (Citrus) семейства Рутовые (Rutaceae); такое же название имеют плоды этого растения, достигающие в диаметре 10—15 см.

## Исторические сведения
Первым поведал миру о грейпфруте валлийский ботаник-священник Гриффитс Хьюджес в 1750 году. Он назвал фрукт «запретным плодом». Позднее грейпфрут стали называть «маленьким шеддоком» из-за его сходства с помело, которое тогда называли шеддоком (по фамилии английского капитана Шеддока, завёзшего его в XVII веке на остров Барбадос), а в 1814 году на Ямайке торговцы переименовали плод в грейпфрут. Является случайным гибридом помело и апельсина. После 1880 года начался быстрый рост промышленного производства этой культуры в США, затем в странах Карибского бассейна, Бразилии, Израиле и ЮАР). В XX веке грейпфрут занял ведущее место на мировом фруктовом рынке.
Внешне плоды грейпфрута схожи с плодами апельсина, но их мякоть кислее и с привкусом горечи. Несмотря на это, в энциклопедиях их относят к диетическим плодам. Впоследствии на основе грейпфрута селекционерами были созданы танжело (гибрид Citrus paradisi x Citrus reticulata, 1905) и миннеола (разновидность танжело, производное мандарина сорта Dancy и грейпфрута сорта Duncan, 1931).
Средний срок, за который плоды поспевают, составляет примерно 9—12 месяцев.
Второго февраля в странах, где выращивают грейпфруты, начинается «Праздник сбора грейпфрутов», который длится несколько дней. В Бразилии этот праздник является национальным.

## Название
Название образовано от англ. grape (виноград) и fruit (фрукт), так как плоды грейпфрута часто собираются в грозди, напоминая тем самым грозди винограда. Растение принимали за помело до 1830-х, когда ему было присвоено латинское название Citrus paradisi.

## Ботаническое описание

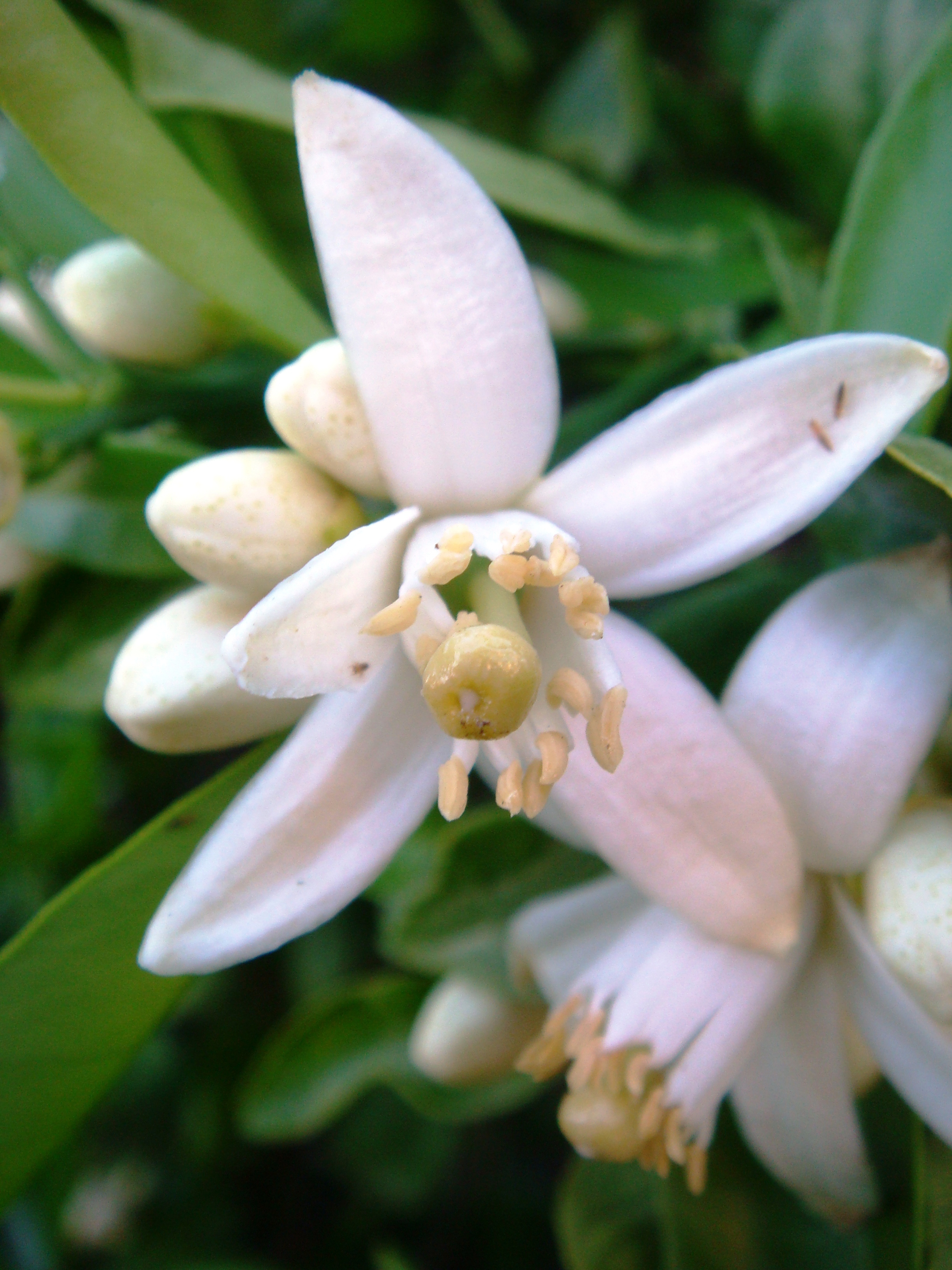
Цветки грейпфрута

Вечнозелёное дерево, обычно бывает около 5—6 м в высоту, однако отмечены случаи, когда дерево достигало 13—15 м.
Листья тёмно-зелёные, длинные (до 15 см) и тонкие.
Цветки белые, с четырьмя — пятью лепестками и около 5 см в диаметре.
Плод около 10—15 см в диаметре с кисло-сладкой горьковатой мякотью, разделённой на дольки. Цвет мякоти варьирует в зависимости от сорта от светло-жёлтого до красно-рубинового. Кожура плодов жёлтая, у сортов с красной мякотью может приобретать красноватый оттенок. В плодах содержится глюкозид наринген, придающий им горьковатый вкус.

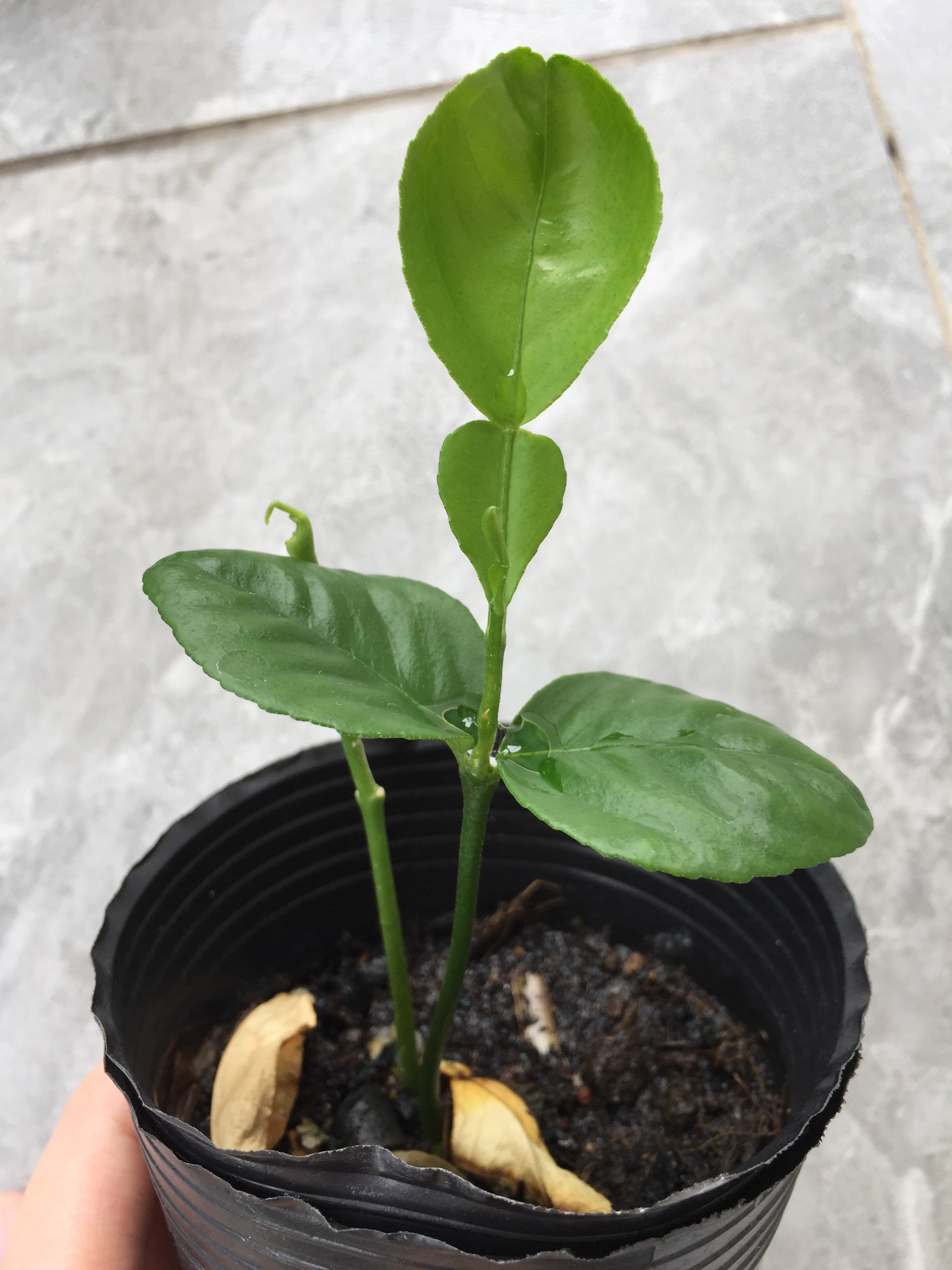
Настоящие листья грейпфрута имеют широкие крылья (листовые пластинки) черешка
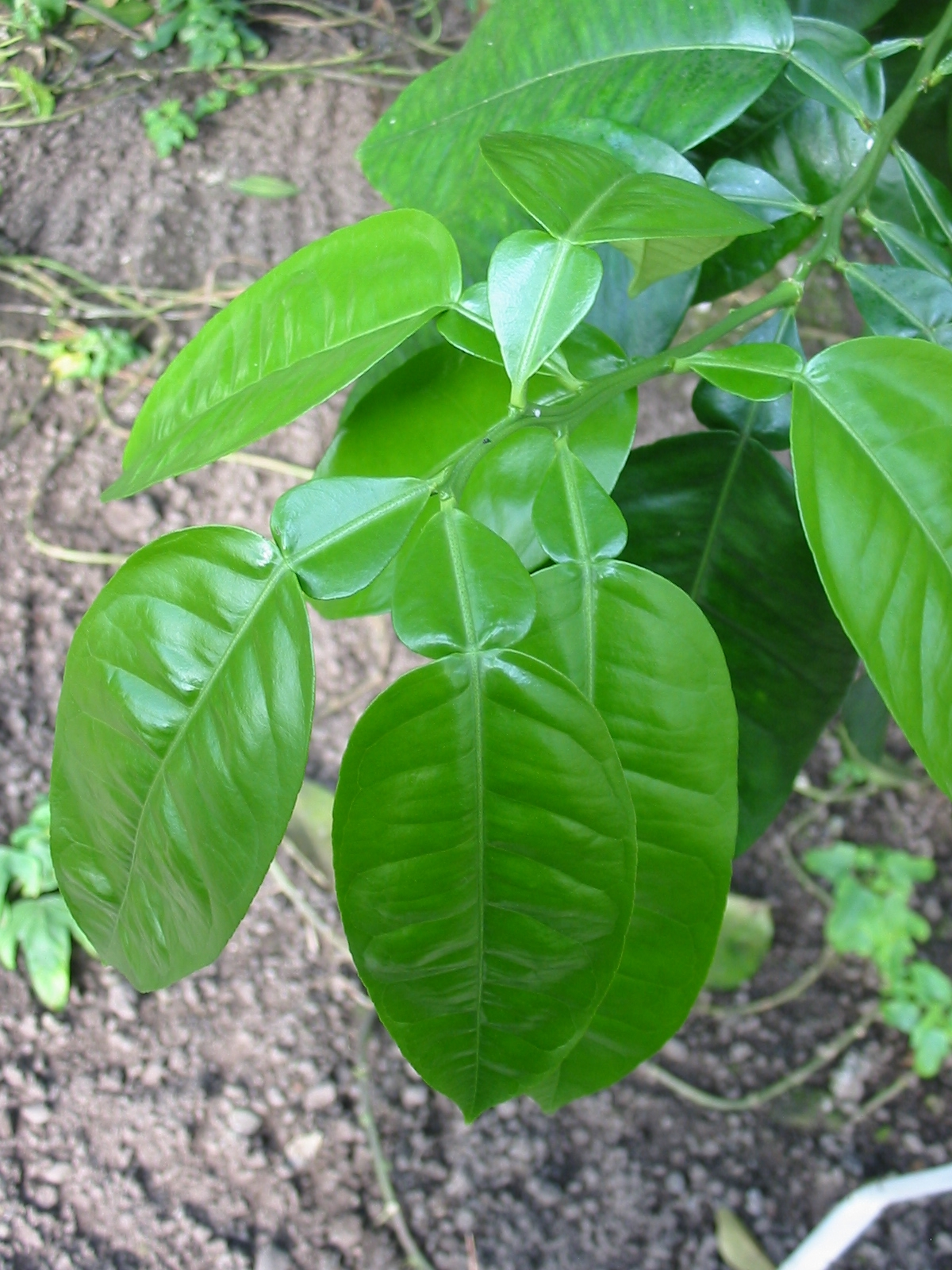
Молодой побег
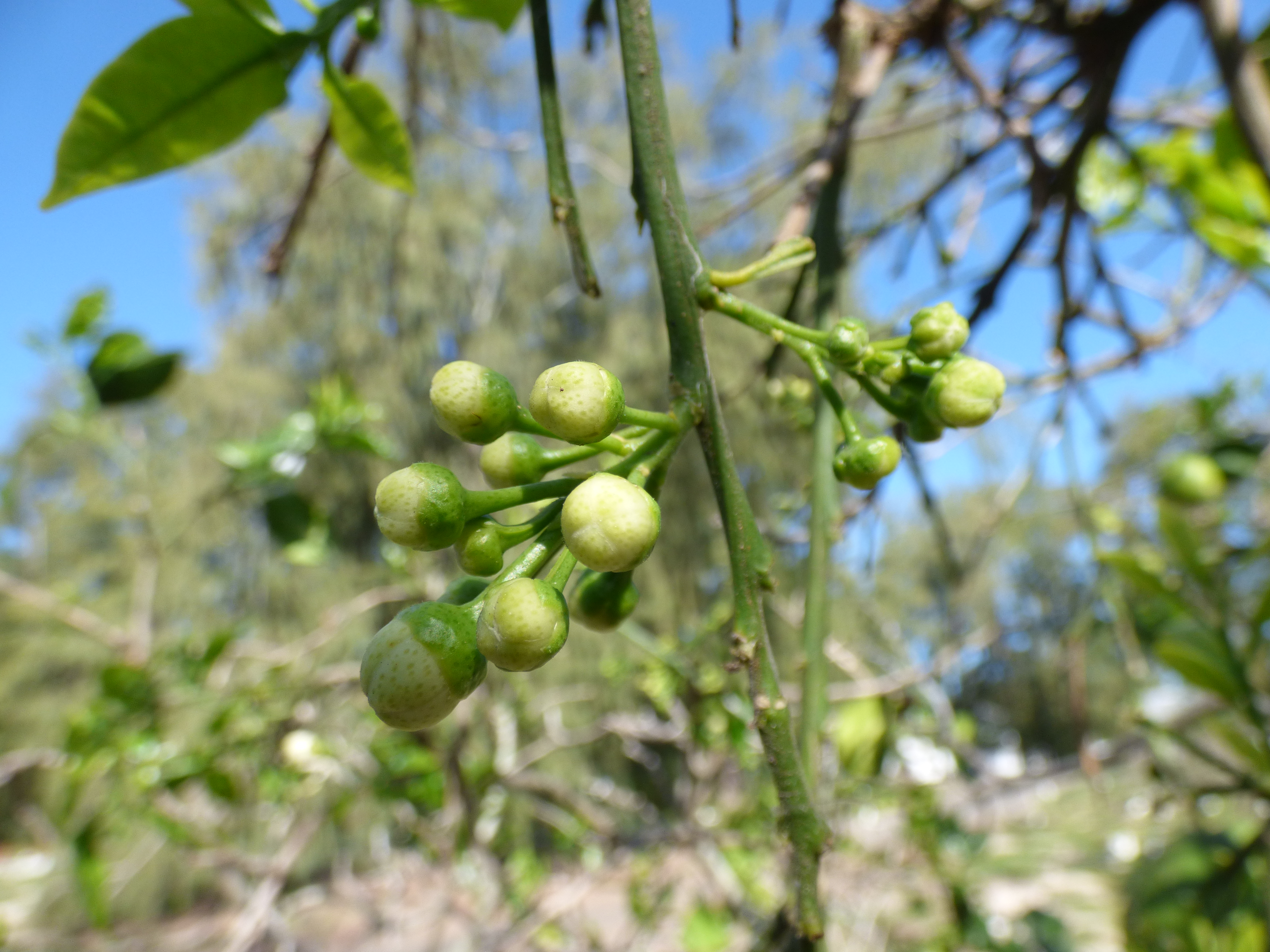
Гроздья бутонов грейпфрута
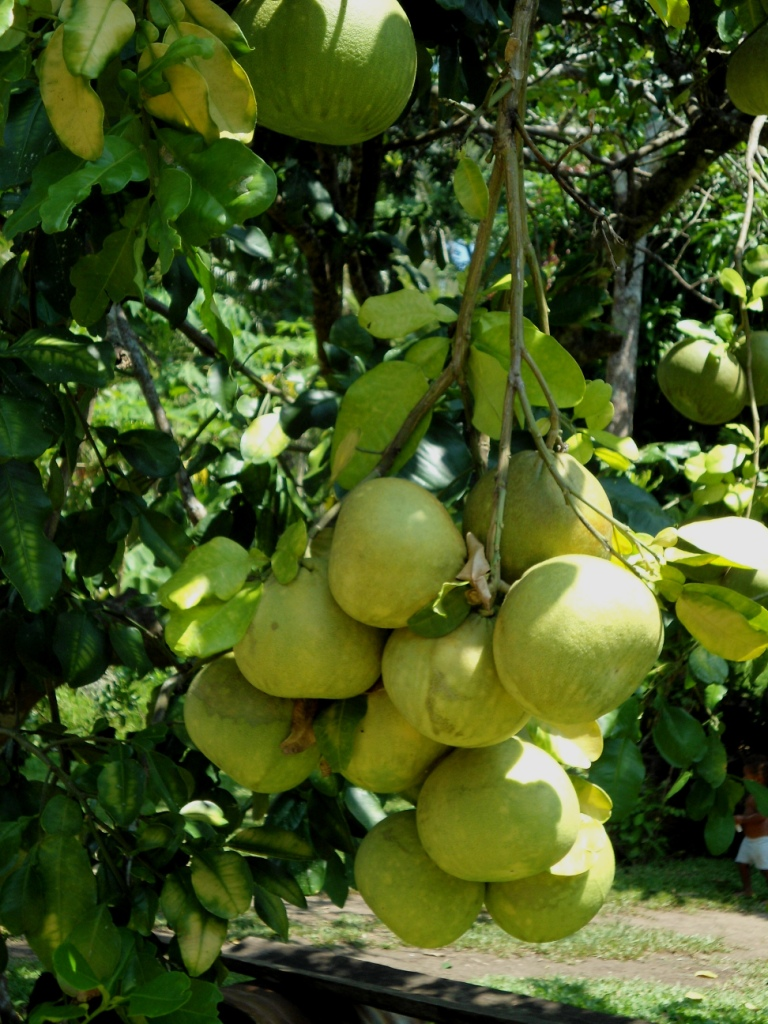
Гроздья дозревающих плодов
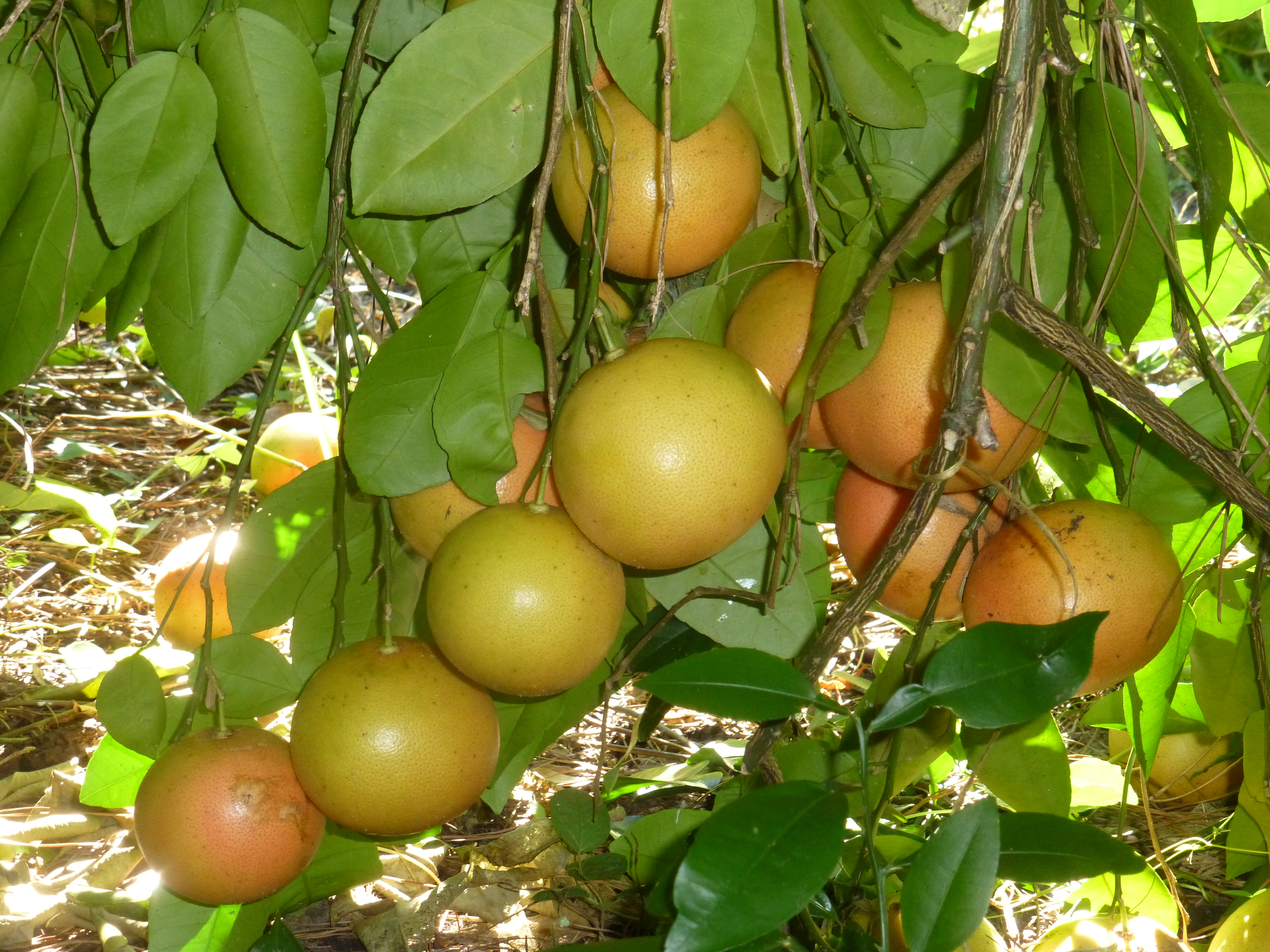
Ветвь с плодами

## Сорта
Существует около 20 сортов грейпфрута, которые можно разделить на две основные группы: белые (или жёлтые) грейпфруты, с мякотью желтоватого оттенка, и красные. Причём, чем больше красного оттенка содержит мякоть грейпфрута, тем она слаще. Американский сорт с красной мякотью Ruby был запатентован в 1952 г. От него произошли другие красные сорта, выведенные главным образом в Техасе. Из них наибольшую популярность на рынке получили сорта Rio Red, Star Ruby и Flame. Существуют сорта со множеством семечек в плоде, так же как и полностью их лишённые.

## Применение
Плоды грейпфрута едят преимущественно сырыми, используют в качестве ингредиента для фруктовых и пряных салатов. Из него также варят варенье и изготавливают соки. Эфирные масла грейпфрута используют в кондитерском и ликеро-водочном производстве, а также в парфюмерии для изготовления разнообразных одеколонов и туалетных вод.
Экстракт семян грейпфрута из семян, мякоти и белых мембран используется в косметике.

### Влияние на здоровье
Некоторые вещества, содержащиеся в грейпфруте, вступают в активное взаимодействие с определёнными лекарственными средствами. Особенно это касается содержащихся в нём нарингенина и бергамотена, которые ингибируют одну из изоформ цитохрома P450 (CYP3A4) в печени. Поэтому во время приёма лекарств необходимо осведомиться о возможном влиянии на организм компонентов грейпфрута. В целом, не рекомендуется принимать грейпфрутовый сок с лекарствами, так как он повышает содержание действующего вещества в потоке крови и тем самым вызывает эффект передозировки.
Грейпфрут содержит также антиоксиданты, которые снижают уровень холестерина и улучшают пропорцию содержащихся HDL- и LDL- липопротеидов. Таким образом, один грейпфрут в день способствует нормализации уровня холестерина в крови. Это является особенно важным для людей, страдающих ишемической болезнью сердца и болезнями кровообращения, для которых повышенный уровень холестерина является ещё одним фактором риска. Исследователи из Еврейского университета (Иерусалим) пришли в 2006 г. к выводу, что грейпфруты с «красной» мякотью содержат намного больше веществ, понижающих уровень холестерина, чем грейпфруты «жёлтых» сортов.
Утверждается, что экстракт семян грейпфрута обладает сильным противомикробным и противогрибковым действием. Тем не менее, это требует подтверждения более глубокими научными исследованиями.
Сок грейпфрута повышает кислотность желудочного сока, поэтому он рекомендован людям с пониженной кислотностью.

### Употребление
Перед употреблением плод грейпфрута рекомендуется разрезать острым ножом (для этой цели существует также специальный нож). Сердцевину в каждой половинке с частью прилегающих плёнок удаляют. В образовавшееся углубление кладут сахар. Образующийся постепенно сладкий сок извлекают чайной ложкой. Если сахар заменить фруктозой, ксилитом, мёдом, то сок грейпфрута с ведома врача можно включать в некоторые строгие диеты. Есть и более простой способ избавиться от горечи плода грейпфрута — снять полупрозрачную кожистую плёнку, покрывающую каждую дольку плода, в которой и сосредоточены главным образом хинная кислота и горчащие гликозиды.

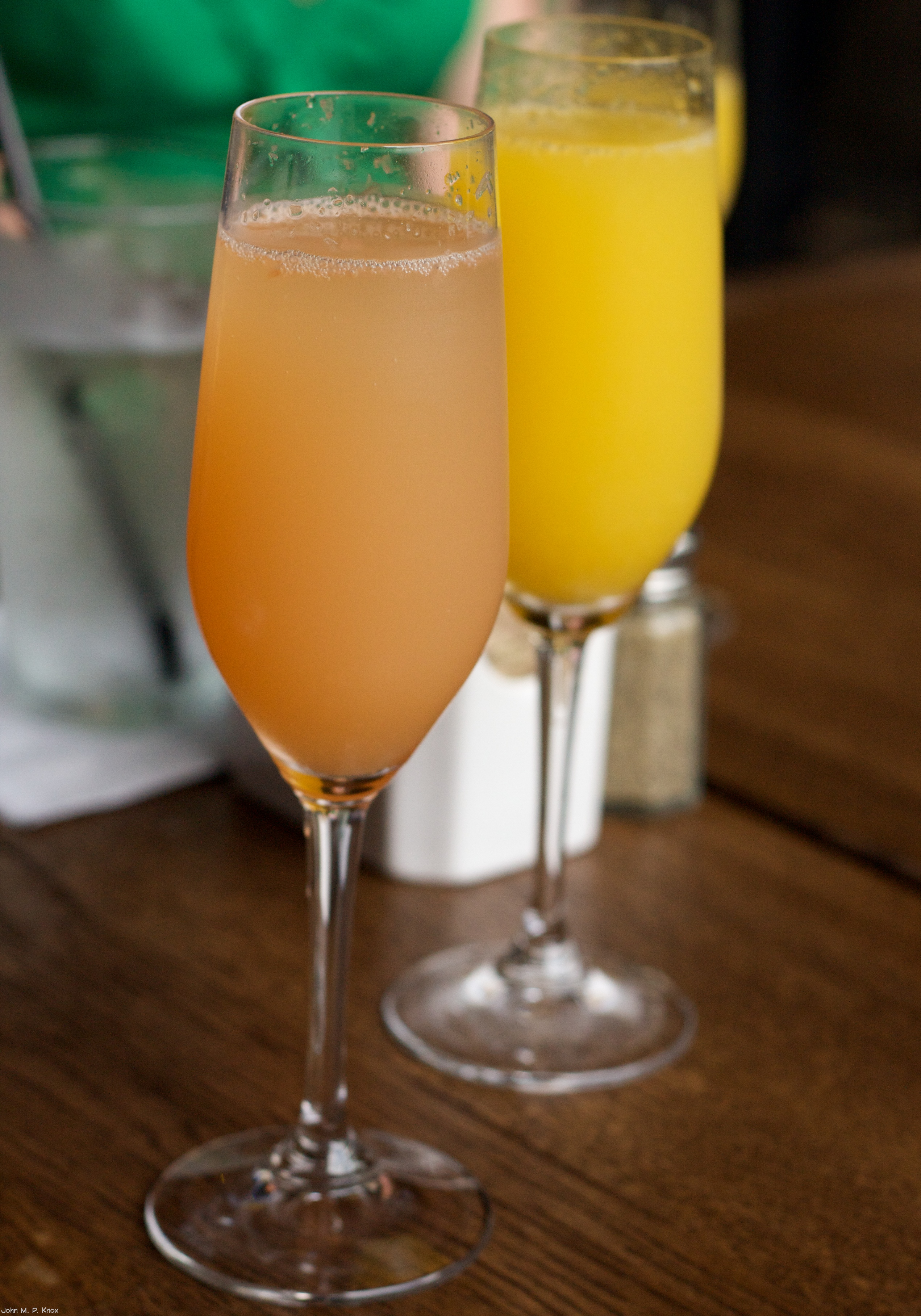
Грейпфрутовый (ближний) и апельсиновый соки
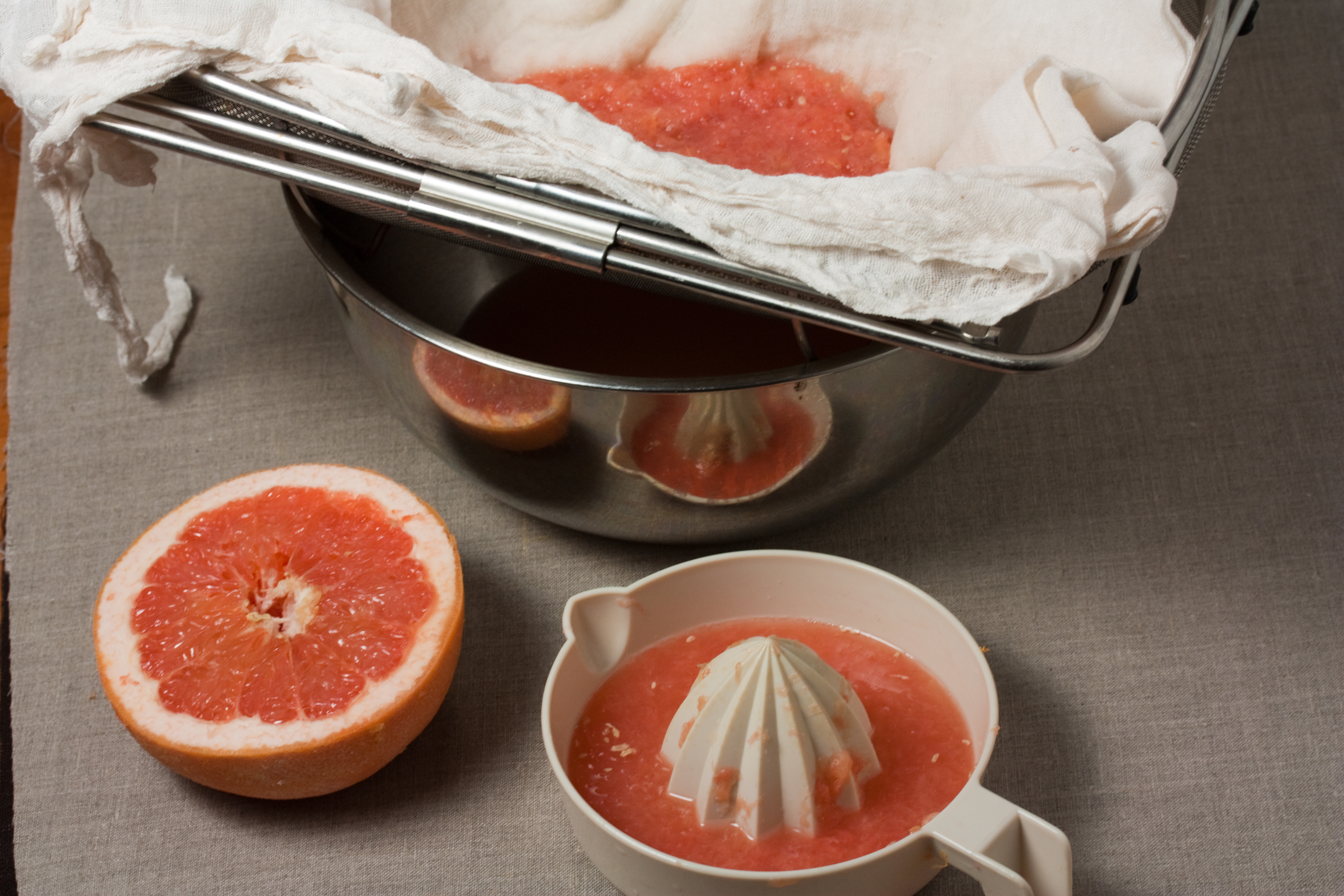
Половинка плода грейпфрута, соковыжималка для цитрусовых, процеживание сока
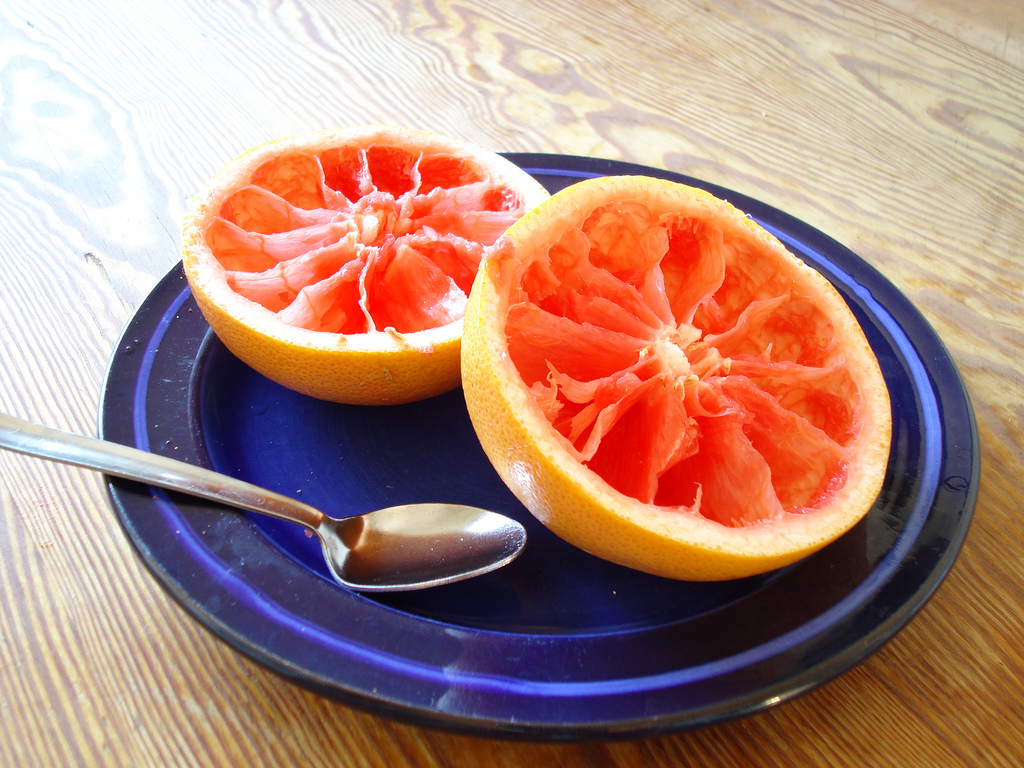
Съеденные с помощью ложки половинки грейпфрута

## Объём производства
| Китай     | 3702,150 | 4900,000 | 5150,000 |
| Вьетнам   | 466,630  | 657,660  | 1142,581 |
| Мексика   | 424,678  | 459,610  | 490,834  |
| ЮАР       | 417,613  | 445,385  | 420,176  |
| США       | 949,822  | 461,760  | 339,290  |
| Судан     | 197,987  | 238,076  | 286,307  |
| Таиланд   | 242,150  | 261,451  | 270,525  |
| Турция    | 229,555  | 250,000  | 198,000  |
| Израиль   | 227,126  | 148,896  | 176,638  |
| Сирия     | 44,763   | 47,280   | 163,981  |
| Тунис     | 99,027   | 102,114  | 102,424  |
| Иран      | 93,723   | 86,190   | 88,687   |
| Аргентина | 130,786  | 114,118  | 85,300   |
| Бразилия  | 78,472   | 82,446   | 83,686   |
| Тайвань   | 80,096   | 90,563   | 81,792   |
| Испания   | 68,516   | 70,620   | 76,660   |
| Бангладеш | 62,887   | 68,137   | 76,364   |

1. 1 2 3 4 5 6 7 8 9 10 11 12 13 14 15 16 17 18 19 20 21 22 23 24 25 26 27 28 29 30 31 32 33 34 35 36  Официальные данные.
2. 1 2  Данные международных организаций.
3. 1 2  Неофициальные данные.
4. 1 2 3 4 5 6 7 8 9 10  Вменённое значение.
5. 1 2 3  Расчётное значение.